# Jean-Luc Fillon
Pour les articles homonymes, voir Fillon.
Jean-Luc Fillon, alias Oboman, est un hautboïste, joueur de cor anglais, clarinettiste basse, contrebassiste, bassiste, chef d'orchestre, compositeur et arrangeur. 
Il commence sa carrière en 1987 comme hautbois solo à l’Orchestre Symphonique d’Europe et, depuis 2001, enchaîne de nombreuses réalisations afin de présenter le caractère novateur et original du hautbois et du cor anglais[Interprétation personnelle ?] dans le jazz. En 1989, il devient le chef d'orchestre de l'Orchestre départemental d’harmonie des Yvelines (ODHY) devenu en 2018 GPSOrchestra. Depuis 2009, il est directeur artistique du Festival Sons 9 à Paris.
Il joue un Hautbois Altuglass de Marigaux, un hautbois d'amour et cor anglais Lorée et une clarinette basse Selmer.

## Biographie
Jean-Luc « Oboman » Fillon étudie la musique classique et le hautbois au Conservatoire d'Aubervilliers (médaille d'or) puis à celui de Versailles (prix d'honneur). Il poursuit ses études musicales à l'École normale de musique de Paris avec Jean-Louis Capezzali. Il est lauréat du concours international de musique de chambre de Saint-Sébastien et intègre le Centre d'informations musicales de Paris (école de Jazz et de musiques actuelles) pour y étudier l'improvisation et l'écriture.  
De 1987 à 1991, il est hautbois solo à l'Orchestre symphonique d'Europe avant de s'orienter vers le jazz. Il rejoint notamment le Jazzogene Orchestra avec lequel il enregistre plusieurs disques et se produit pour la première fois en soliste avec Antoine Hervé, Lauren Newton, Claudio Pontiggia et Franck Tortiller. Il part en tournée et intervient dans de nombreux festivals ainsi que dans les salles de la région parisienne.   
En 1996, il crée deux formations : Coyoakan trio (trio world jazz) et Alborada sextuor (musiques du monde / musique classique). 
En 2008 : création du quibtet « On The Reed… Again! » avec Michael Rabinowitz ; masterclasses à la HEM de Lausanne. En novembre, il sort l’album "Oborigins ", élu « album de la semaine » sur FIP[réf. nécessaire] et crée Hautbois nomade avec l’Orchestre national d'Île-de-France en clôture de la résidence à Vélizy.
Il entame en 2012 une collaboration avec le violoniste Mark Feldman dans le cadre de la formation « Echoes of Freedom », qui se produit en trio ou quartet, et l’un des concerts est enregistré dans le cadre de l’émission Jazz Club d’Yvan Amar sur France Musique. L’autre fait marquant de cette année est la sortie de l’album Oboréades en collaboration avec l’accordéoniste Didier Ithursarry.
Il poursuit ses créations audionumériques en 2013 avec la sortie de l’album Choros do Brasil en compagnie d’Eduardo Miranda et de Tuniko Goulart, album sélectionné par FIP comme disque de la semaine.
En 2017, il passe au Jazz club avec Glenn Ferris, Sophie Alour, Yoann Loustalot, Sébastien Llado. Création du Tentet “Speak like a child” tribute to Herbie Hancock. Il enregistre l'album et le clip Paris by Song en duo avec Didier Ithursarry . Création de Gaspard de la nuit avec Jean-François Zygel à l'auditorium Sintt-Germain, Paris. Il participe au Festival international de jazz de Buenos Aires et tourne en Argentine. Il crée le projet African Dream avec Lulendo et Xavier Desandre Navarre.

En 2018, il passe au Jazz club avec Johann Renard, Noé Reinhardt. Sortie de l'album Paris by Song au studio de l'Ermitage, Paris. Aquarela invité au Festival de la guitare de Patrimonio. Aquarela invité par l'International Double Reeds Conference pour un concert au palais des congrès de Granada.
2019 :
- American Market avec Linda Lee Hopkins ;
- Paris by Song au Triton dans le cadre du festival Oboe ;
- résidence à Champigny sur Marne ;
- Jazz Club avec Sara Lazarus ;
- tournée Oboman & Friends dans le Vexin ;
- Aquarela au Eole Factory Festival.

2020 :
- 30 avril : sortie du 3e album d'Aquarela chez Buda Music ;
- résidence Light Motif au théâtre 95 de Cergy Pontoise ;
- Concerts filmés Oboman plays Cole Porter avec Olivier Hutman et Fred Eymard.

## Discographie
- Jazzogène, L’instant d’après, 1991
- Jazzogène, Rhapsody In Blue, 1993
- Patrice Caratini, Hard Scores, 1996
- Jazzogène, Manhattan Rhapsody, 1998
- Coyoakan, Changes ,1999
- Oboa, 2003
- Flea Market, 2004
- Echoes Of Ellington, 2006
- Oborigins, 2008
- On The Reed…Again !, 2008
- Oboréades, 2012
- Choros do Brasil, 2013
- Oboman plays Cole Porter  2014
- Outros Choros do Brasil, 2015
- Echoes of freedom, 2016
- Paris by Song, 2018
- A Bela Vida, 2020
- Obodji, 2021

## Émissions radiophoniques
- Les Surprises de Martial Solal, France Musique, 1996
- À l’improviste, Anne Montaron, France Musique (6 émissions), 2001-2006
- Jazz sur le vif, Xavier Prévost, France Musique, 2005
- Deutschlandfunk, Harald Rehmann, 2006
- Le 20 H, Sébastien Vidal, TSF Jazz, 2006
- Poco Agitato, Yvan Amar, France Culture, 2007 et 2009
- Cabaret de France-Musique avec Antoine Hervé, 2009
- Jazzlive, Jean-Charles Doukhan, TSF Jazz, 2009
- Sous les étoiles exactement, Serge Levaillant, France Inter, 2009
- Le Matin des Musiciens, Corinne Schneider, France Musique, 2011
- Jazz Club, Yvan Amar, France Musique, 2011
- Le 20 H, TSF Jazz, 2011
- Jazz Club, Yvan Amar, France Musique, 2012
- Jazz sur le Vif, Xavier Prévost, France Musique, 2013
- Summer of Jazz, TSF Jazz, 2013
- Passion Classique, Radio Classique, 2015
- Jean-Luc Oboman Fillon, The Shape of Oboe to Come, France Musique, 2016